# 진보주의

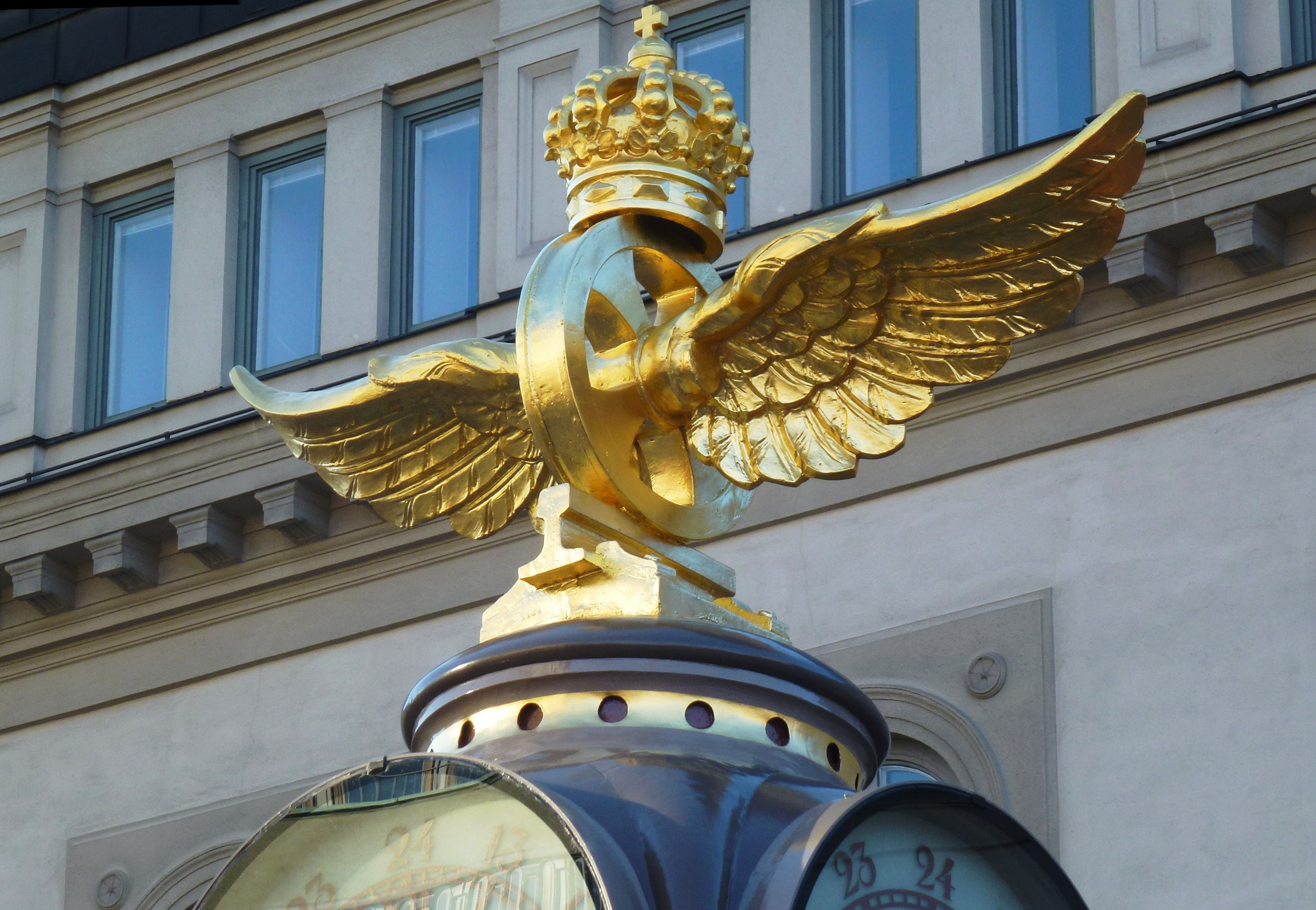

진보주의(進步主義, Progressivism)는 기존 정치·경제·사회 체제에 대항하면서 변혁을 통해 새롭게 바꾸려는 성향이나 태도를 말한다. 기존 사회체제의 유지나 점진적 변화를 추구하는 보수주의와 대립하는 개념이다.
사회 질서 유지와 경제적 자유를 추구하는 보수와 달리 진보는 상대적으로 자율성, 경제적 평등이라는 가치를 옹호한다. 진보는 시대적ㆍ역사적 배경에 따라 상대성을 띠는 개념이다. 진보로 분류할 수 있는 여러 사상이나 정치 집단이 있으며, 그 스펙트럼도 다양하다. 그렇기 때문에 시대, 지역에 따라 그 이념은 진보주의 이념이냐 보수주의 이념이냐가 달라질 수 있다.

## 진보주의 사상의 다양성 및 그에 대한 논란
현재 진보적인 것으로 지칭되는 사상에는 공산주의, 사회민주주의, 민주사회주의를 포함하는 넓은 의미에서의 사회주의와 아나키즘, 다양한 형태의 집산주의, 여성주의, 생태주의, 좌익 내셔널리즘, 해방 신학, 민중신학, 세속화 신학, 사신신학 등이 있다. 사회자유주의, 환경주의 또한 진보주의로 규정하기도 한다.
대체로 좌익 성향의 사상들이 진보주의로 규정되는 경향이 많지만, 강한 좌파 성향의 경우 오히려 '진보주의'라는 규정을 거부하기도 한다. 마르크스주의자나 아나키스트들은 종종 '진보주의'를 사회자유주의(혹은 멸칭으로서 리버럴)를 지칭하는 용어로 사용하며, 같은 맥락에서 일부 사회자유주의자들은 스스로를 진보주의자로 규정한다. 이 때문에 공산주의자나 아나키스트들은 스스로의 사상을 '진보주의'라는 애매한 용어로 표현하는 것에 대체로 부정적인 자세를 취한다. 이들은 사회자유주의자들이 개량주의에 불과하여 문제가 있다고 보기 때문이다.
특히 아나키스트들은 진보라는 개념 자체에 의문을 제기한다. 이들은 '진보'라는 관념이 오늘날의 사건과 역사가 점차 진화하여 더욱 나은 미래를 향한다는 가설에 기반한다고 본다. 아나키스트들은 그 점에서 진보라는 개념이 현실을 그대로 직시하여 그것의 전복을 꿈꾸도록 하는 일을 방해하고, 사회가 결과적으로 나아질 것이라는 환상으로서 자발적 결사와 개인의 자율성을 저해하며, 사람을 수동적인 존재로 만든다고 비판하는 경향이 있다. 아나키스트들 사이에서 이러한 시각이 나타나는 대표적인 경우는 민주주의에 대한 입장이다. 아나키스트들이 아나키를 일종의 고도로 진보한 민주주의라고 주장하더라도, 이것이 오늘날 민주주의라고 불리는 것을 옹호한다는 의미는 아니다. 아나키스트들은 민주주의가 사람들에게 그들이 지배 체제에 영향력을 줄수 있다는 환상(지배에서 자유로의 진보를 향한다는 환상)을 심어줘서 사람들이 직접적이고 자율적인 행동을 행사하는 것을 방해하고, 지배 자체에 대한 반역의 의지를 무마시키며 국가를 지속적으로 강화시킨다고 비난하는 경향이있다. 이에 따라 지배의 영속을 위한 환상을 거부 한다는 의미에서, 투표를 거부하며 이를 장려하는 주장을 하기도 한다.

## 전 세계에 미치는 영향
진보주의의 개념은 지역마다 크게 달라지기도 한다. 가령 진보 집권이 어려운 보수적인 미국, 일본, 대한민국에서 이념상으로는 중도파에 속하는 자유주의는 일종의 진보주의 이념으로 간주되지만 유럽권에서는 진보로 간주하지 않으며, 베네수엘라를 비롯한 일부 진보적인 남미국가들에게는 보수주의 이념으로 평가받는다.

### 대한민국에서 진보주의
대한민국에서 '진보주의'적 정치세력은 사회민주주의 정당인 정의당과 노동당, 사회주의 정당인 진보당, 생태주의 정당인 녹색당, 여성주의 정당인 페미니즘당이 있다.
그러나 과거 극심한 반공주의로 인해 사회주의에 대한 사람들의 반감이 크기 때문에 대놓고 자신들이 사회주의자라고 표방하기보다는 진보주의, 혹은 평등주의, 생태주의 등의 가치 등으로 우회적으로 공동체주의를 표방한다.
정치계 외에 대한민국 개신교계에서도 진보와 보수라는 말이 사용되는데 흔히 종교, 학문, 신학상 개방성, 사회 구원(사회참여), 진보적 정치이념, 에큐메니컬(교회 일치 운동)을 주장하는 개신교도를 진보적 개신교도로 이해한다.

### 아시아
북미와 구주처럼 대중에게 쉽게 수용되지는 않지만, 아시아 대부분 지역에는 사회 모순을 변화와 개혁으로써 서서히 해결하려는 이념을 지지하는 수많은 정당과 단체가 있다.

#### 인도
인도에서는 국가나 지역에 수많은 정당이 있다. 인도의 통합진보동맹이라는 정당 연합이 진보주의를 내세우고 있으며 인도 국민회의가 이 조직을 주도하고 있다. 사회 수준에서 인도에서 활동하는 여러 진보주의 정당은 서양 기준으로 사회변화와 발전을 추구한다고 간주할 만한 정책을 크게 드러내지는 않으나 여성의 권리, 노동자의 권리, 카스트 제도와 관련한 정책은 힌두 정통파에 지지를 호소하는 보수주의 정당들보다 훨씬 세속주의적이다.

### 북미

#### 미국
미국에서는 1940년대까지만 해도 사회주의를 비롯한 진보주의 운동이 활발했었으나, 제 2차 세계 대전 이후, 미국과 공산주의를 표방하는 소련 두 초강대국이 경쟁하는 냉전 시대에 접어들고 매카시즘광풍이 불면서 좌파 이념인 공산주의자들 뿐 아니라, 비공산계열 사회주의자, 심지어는 사회민주주의자들마저 공산주의자로 매도당해 미국사회에서 매장되었고, 한국전쟁 이후 매카시즘 광풍이 끝난 이후, 이미 미국인들은 좌파, 사회주의에 대한 극단적인 반감이 생겨서 완전히 전멸한 이후였기 때문에 여성주의, 복지, 세속주의, 노동자들의 권리 등의 비롯한 진보주의 이념들은 당시기준으로 사회주의자들이 아닌, 중도우파 정당인 미국 민주당과 자유주의자들이 어느 정도 주장하게 되었고, 현재까지 미국에서는 사민주의를 포함한 사회주의는 일종의 정치적 금기이기 때문에, 경제적 자유주의를 제외한 자유주의는 진보적 이념으로 평가받는다. 그러나, 최근에는 미국 시애틀 의원에 사회주의 의원이 등장하기도 하였다.

### 남미
남미에서는 20세기 중후반, 친미 독재정권들이 자유주의라는 명목하에 전혀 자유롭지 않게 반대파들을 탄압하며, 경제적 자유주의로 인해 사회적 양극화가 심해졌기 때문에, 20세기 말, 남미 여러국가들이 민주화된 이후부터 자유주의는 일종의 보수주의 이념으로 평가받으며, 사회주의나 사회민주주의가 진보주의적 이념으로 평가받는다.

### 유럽
영국과 중앙유럽을 제외하고는 경제적 자유주의를 포함한 자유주의 이념은 중도주의 또는 중도우파이념으로 평가받으며, 사회주의나, 사회민주주의가 진보적인 이념으로 평가받으며, 현재 유럽의 거의 대부분의 국가들은 다당제인 국가들이 많지만 자유주의 성향의 보수주의 정당들과, 사회주의 성향의 진보주의 정당들이 양당을 이루고 있는 경우가 많다.

#### 북유럽
북유럽에서는 20세기 중반에 사회민주주의정당들이 대개 인기를 얻으면서 유럽 내에서 제일 진보적이며, 사회보장제도가 탄탄한 나라들이 되었다. 북유럽에서 자유주의는 진보주의가 아닌 보수주의 우파 정당들이 표방한다.

#### 서유럽
서독, 프랑스를 비롯한 서유럽 국가들은 사회민주주의마저 매카시즘 논리로 탄압한 미국과 달리, 일부 사회민주주의자들이 보수주의자들과 타협하여 반공주의의 선두에 서기도 하였다. 당시 서유럽에서 공산주의는 극단주의적 이념으로 평가받았기 때문에 비공산계열 사회주의, 사회민주주의가 진보주의 이념으로 평가받았다. 공산권 붕괴 이후에는 반권위주의적 공산주의도 진보주의 이념이라는 시각이 많아졌다.

#### 중앙유럽
중앙유럽에서 진보주의는 기준이 명확하지 않다. 원래 진보주의는 사회민주주의, 민주사회주의, 공산주의 등 좌익적 이념을 말하는 것이지만 과거, 반공주의를 외치며 자본화를 위해 투쟁했던 사람들은 대개 우파나 경제적 자유주의자에 속하기 때문에 자신들의 이념을 진보주의로 표방하는 경우도 있다.

### 러시아
러시아는 과거 소련 공산주의 국가였으나, 소련은 계획경제, 복지 등 좌익적인 정책도 추진하였으나 원래 좌익의 가치로 여겨졌던 가치와는 반대되는 양상을 띠는 부분도 많이 존재 하였기 때문에 이러한 상황에서 우파보다는 좌익적인 운동 영역이었던 환경·여성·반핵·인권 등의 문제가 러시아에서는 오히려 중도우파나 자유주의자들의 활동 영역으로 자리매김하고 있다. 과거 공산당의 폭압적 지배로 인해 좌익적 대안이 왜곡된 이들 국가들에서는 자유주의적 의제들이 진보적 성격을 갖는 경우가 많아 자유주의단체들이 진보주의 운동의 주축을 이루기도 한다. 특히 자유 시장, 개방 경제 등으로 상징되는 경제적 측면에서의 세계화와 신자유주의의 이념은 민중들에게 자연스럽게 진보적인 것으로 받아들여지기도 했다.
한편 러시아의 좌익의 경우는 소련을 계승한 구좌파와 아나키스트나 평화주의자 같은 소련체제에 저항하거나, 러시아 붕괴 이후 등장한 자유주의적인 신좌파로 나뉘었다. 구좌파는 주로 구시대적 체제를 옹호하며, 무기 개발, 내셔널리즘 같은 가치를 추종하기 때문에 보수주의로 분류되며, 신좌파가 진보주의로 분류된다.
대개 우익은 대개 보수주의나 국가주의, 좌파는 진보주의, 평화주의를 표방하는 경우가 많지만 러시아나 구 공산권 국가들은 역사적 특성 때문에 좌익우익 개념으로 보수, 진보를 나누지 않는 경우가 많다.
현재 러시아에서 보수주의는 우익의 경우는 친푸틴주의자들, 통합 러시아당 지지자들을 의미하며, 좌익의 경우는 소련시대로의 회귀를 주장하는 반동주의자들을 의미한다. 
반대로 러시아의 진보주의는 우익의 경우 러시아 공화당-인민자유당처럼 사회적으로도 동성애자 권리 증진 등 진보적인 가치를 추종하면서 신자유주의를 추구하는 경우가 많으며, 좌익의 경우는 신자유주의에 반대하고 어느정도 국유화를 옹호하기는 하나, 권위주의에 반대하며, 평화주의, 생태주의를 옹호한다.

## 같이 보기
- 대한민국의 진보주의
- 진보적 민주주의
- 진보적 교육
- 좌익
- 정치성향